# باشگاه فوتبال بنگال غربی
باشگاه فوتبال بنگال غربی (انگلیسی: West Bengal football team) یک باشگاه فوتبال از هند است که در شهر کلکته ایالت بنگال غربی قرار دارد.  آن ها دومین تیم هندی بودند که  در مسابقات جام باشگاه های آسیا شرکت کردند. باشگاه بنگال غربی با ۳۲ مرتبه قهرمانی در جام سانتوش پر افتخار ترین تیم لیگ هندوستان است.